# مكتب البيت الأبيض
مكتب البيت الأبيض (بالإنجليزية: White House Office)‏ هو كيان داخل المكتب التنفيذي للرئيس الولايات المتحدة.يرأس «مكتب البيت الأبيض» كبير موظفي البيت الأبيض.

## تاريخ
أنشئ المكتب وفق الأمر التنفيذي رقم 8248 في عام 1939. مهمة المكتب هو تقديم المساعدة للرئيس في أداء العديد من الأنشطة التفصيلية ويتم تنظيم المكتب وفقا رغبات كل رئيس الذي يعين الموظفين على حسب اختياره الشخصي.

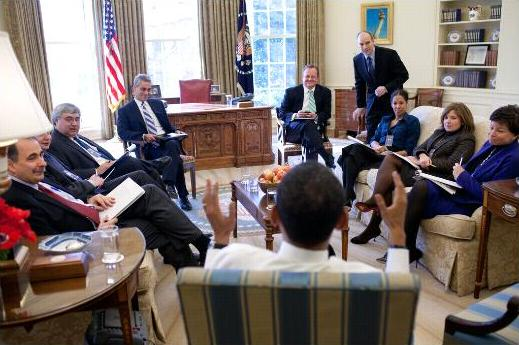
باراك اوباما في اجتماع مع كبار موظفي البيت الأبيض.